# Zygia confusa
Zygia confusa  es una especie de plantas fanerógamas perteneciente a la familia de las leguminosas (Fabaceae). Es originario de Centroamérica.

## Descripción
Son árboles, que alcanzan un tamaño de hasta 12 m de alto; ramas y tallos glabros. Hojas de hasta 21 cm de largo, pinnas de 0.5 cm de largo, glabras; folíolos 1 por pinna, elípticos, 11—16.5 (21) cm de largo y 4—7 (--9) cm de ancho, ápice acuminado, glabros, nervadura broquidódroma; pecíolos hasta 5 mm de largo, glabros, a veces con una glándula circular de 1.3 mm de diámetro entre el par de pinnas, estípulas filiformes, de hasta 1.3 mm de largo, caducas. Inflorescencias laxas en espigas de hasta 250 mm de largo, con pedúnculos de 1.2—2.3 cm de largo, glabros, bráctea floral clavada, glabra, persistente hasta después de la antesis, flores blanquecinas; cáliz tubular, 1.5--3 mm de largo, 5-lobado; corola tubular, 6.7--9 mm de largo, 5-lobada; tubo estaminal exerto, 8--12 mm de largo; ovario 1.5 mm de largo, glabro, sésil; nectario intrastaminal 0.5 mm de largo. Fruto algo comprimido recto de 10--14 cm de largo y de 0.7 cm de ancho, dehiscente, las valvas cartáceas, café, puberulentas, márgenes no constrictos entre las semillas, sésil;

## Taxonomía
Zygia confusa fue descrita por  L.Rico y publicado en Kew Bulletin 46(3): 496–498, f. 1. 1991.
Sinonimia
- Pithecellobium confusum (L.Rico) N.Zamora[2]